# Sonora (skivbolag)
Sonora, från latinets "sonor" – välljudande, var ett svenskt skivbolag som grundades 1932 av Erik Ljungberg. Varumärket tillhör numer Universal Music AB (tidigare Polygram AB

## Bakgrund

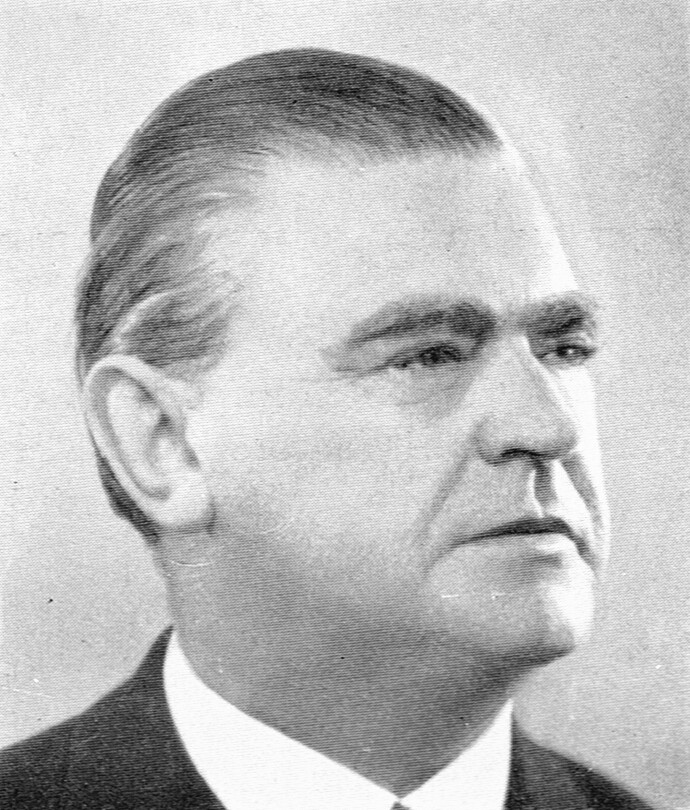
Sonoras grundare, generalkonsul Erik Ljungberg.

Under tidigt 1920-tal hade ett antal försök med lokalt producerade svenska skivmärken gjorts. Införandet av den dyrare och mer komplicerade elektriska inspelningstekniken i mitten av decenniet hade dock gjort slut på dessa inhemska företag. Åren kring 1930 var därför alla skivor som såldes i Sverige producerade av olika utländska bolag, främst i Tyskland (Odeon/Parlophon, Polyphon/Polydor) och Storbritannien (His Master's Voice, Columbia). Även om dessa bolag gjorde åtskilliga inspelningar i Sverige och med svenska artister pressades skivorna utomlands och blev därigenom föremål för höga importtullar. Detta gjorde skivorna förhållandevis dyra och i kombination med depressionen ledde detta till att den svenska skivförsäljningen halverades mellan 1929 och 1932. Erik Ljungberg insåg därför att det fanns stora konkurrensfördelar med ett helt inhemskt producerat skivmärke och etablerade kontakt med Alpha AB, ett dotterbolag till LM Ericsson, rörande pressning av skivor.

## De första Sonorautgåvorna
Sonora grundades formellt den 5 november 1932 och de första skivorna släpptes lagom till julhandeln detta år. Då bolaget ännu inte hade hunnit bygga upp någon katalog av inhemska inspelningar att tala om, var de första utgåvorna i själva verket återutgivningar från tyska Artiphon. Detta hindrade dock varken att skivorna såldes under sloganen "Den svenska skivan" eller att det nya märket blev en försäljningssuccé. Till det senare bidrog priset: medan övriga större skivmärken kostade 3,50 så såldes Sonora först för 2 kronor, och priset sänktes inom kort till 1,65.
Andra slogans som bolaget använde var "Melodier som bedåra, komma först på Sonora" och "Stöd svenska arbetare, gynna svensk industri - köp Sonoraskivan".

## Framgångsåren
Från 1933 och framåt kom Sonora, i enlighet med sin marknadsföring, att helt förlita sig på egna inhemska inspelningar. Bolagets inspelningschef och talangscout Helge Roundquist lyckades också locka en lång rad svenska stjärnartister till det nya märket, däribland Sigge Fürst, Hilmer Borgeling, Sven-Olof Sandberg, Max Hansen, Yngve Stoor, Alice Babs, Calle Jularbo och operasångaren Folke Andersson. Det största kapet i denna väg gjordes 1940 då man lyckades locka över Columbias största svenska stjärna, Ulla Billquist. Hennes första Sonora-inspelning, Min soldat, i maj samma år, blev en av Sonoras tio största försäljningsframgångar någonsin.
Sonora var också ett pionjärmärke då det gällde att spela in renodlad jazz, och 1936 lanserade man en särskild "Swing-etikett" för denna repertoar. Man lyckades också få internationella storstjärnor som gästade Sverige att göra inspelningar för bolaget, däribland Benny Carter, Valaida Snow och Nat Gonella.
Parallellt lanserade Sonora också ett framgångsrikt märke för religiös musik kallat Sonata.

## Nedgång och avveckling
År 1946 lämnade plötsligt Helge Roundquist Sonora och startade ett eget skivbolag, Cupol, till vilket han lockade över många av de artister han tidigare värvat till sin gamla arbetsgivare. Detta i kombination med brist på schellack efter kriget ledde till en kraftfull nedgång i Sonoras produktion. Under 1950-talet skedde dock en ny uppgång och bolaget lanserade nya populära artister som bland annat Bertil Boo, Brita Borg och Anders Börje. 
År 1958 dog Sonoras grundare Erik Ljungberg och samtidigt upphörde produktionen av 78-varvare i Sverige till förmån för de nya formaten LP och singelskiva. Sonora köptes i denna veva upp av Philips, vilket senare blev AB Phonogram och slutligen Polygram AB. Under dessa nya ägare användes i och för sig namnet Sonora periodvis för LP- och CD-utgåvor, men då i regel endast återutgivningar av gammalt material från 78-varvarepoken. Även sedan Polygram 1999 blev en del av Universal Music har vissa återutgivningar under Sonora-namnet gjorts, bland annat nyutgivningar av LP-serien Det var bättre förr med anledning av märkets 75-årsjubileum 2007.

## Galleri

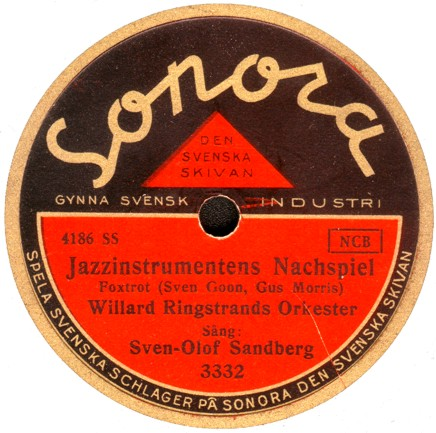
Sonoras ordinarie röda etikett från 1930-talet.
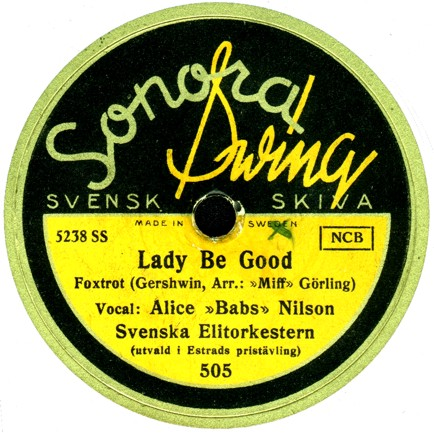
Etikett från Sonras "Swing"-serie, 1940-tal.
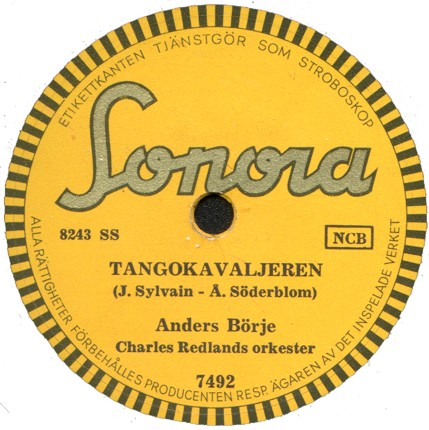
Sentida Sonoraetikett från 1950-talet med inbyggt stroboskop på kanten.